# Diplomystus
Diplomystus (Synonym: Copeichthys Dollo, 1904) ist eine ausgestorbene Fischgattung aus der Familie Ellimmichthyidae aus der Verwandtschaft der Heringsartigen (Clupeiformes). Die Gattung ist mit über 350.000 Einzelfunden nach Knightia der zweithäufigste Fisch im eozänen Fossil Butte Member in der nordamerikanischen Green-River-Formation. Weitere Funde, die auf die Oberkreide datiert werden, liegen aus dem Libanon vor.

## Merkmale
Diplomystus wurde bis zu 65 cm lang und hatte einen für Heringsverwandte relativ gedrungenen Körper mit tiefem Bauch, ähnlich wie die rezenten Beilbauchheringe (Pristigasteridae). Von anderen Ellimmichthyiden unterscheidet sich die Gattung durch ihren auf der Rückenmittellinie liegenden Schuppenkamm, der sich vom Hinterkopf bis zum Ansatz der Rückenflosse erstreckte, und durch die größere Anzahl von Rückenschuppen (normalerweise 22 bis 36). Die Schuppen waren an ihrem hinteren Rand gesägt. Auch entlang der Bauchmittellinie lag ein Kiel mit sägeartigen Schuppen. Der Kopf war kurz und breit, das Maul zugespitzt und mehr oder weniger oberständig. Die Supraoccipitalia (Schädelknochen) bildeten bei Diplomystus einen gut entwickelten Kamm. Die etwa über der Körpermitte liegende Rückenflosse war klein und spitz, die Afterflosse langgestreckt. Die Schwanzflosse war gegabelt.

## Systematik
Der amerikanische Paläontologe Edward Drinker Cope ordnete Diplomystus in seiner Erstbeschreibung den Heringen (Clupeidae) zu. Heute gilt die Gattung nicht als Angehörige der Heringsartigen (Clupeiformes), sondern wird den Ellimmichthyformes zugeordnet, die die Schwestergruppe der Heringsartigen darstellt.
Gültige Arten der Gattung sind:
- Diplomystus dentatus Cope, 1877, frühes Eozän Fossil Butte Member, Typusart und einzige im Süßwasser lebende Diplomystus-Art.
- Diplomystus birdi Woodward, 1895, Oberkreide des Libanon.
- Diplomystus dubertreti Signeux, 1951. Oberkreide des Libanon.

Diplomystus brevissimus (Blainville, 1818) wurde in die Gattung Armigatus gestellt, und Diplomystus longicostatus (Cope, 1886) wurde die Typusart der Gattung Ellimmichthys. Andere Diplomystus-Arten wurden mit D. dentatus synonymisiert.